# Susanne Renner
Susanne Sabine Renner (1954) is een Duitse botanica.
In 1980 studeerde ze af aan de Universität Hamburg in de biologie met als specialisatie plantensystematiek en voortplantingsbiologie. In 1984 is promoveerde ze aan dezelfde universiteit, waarvoor ze gedurende twee jaar gegevens heeft verzameld in het Braziliaanse Manaus. Hierna bekleedde ze een positie als postdoc aan het National Museum of Natural History (Smithsonian Institution) in Washington D.C. In 1992 behaalde ze haar habilitatie in de botanische systematiek.
Tussen 1987 en 1992 was Renner universitair hoofddocent aan het botanische instituut van de Aarhus Universitet. Tussen 1993 en 1996 was ze hoogleraar aan het instituut van systematische botanie van de Universität Mainz. Tussen 1996 en 2006 was ze hoogleraar aan de University of Missouri-St. Louis en verrichtte ze onderzoek bij de Missouri Botanical Garden. Sinds 2003 is ze als opvolger van Jürke Grau hoogleraar systematische botanie aan de Ludwig-Maximilians-Universität München, directeur van Botanischer Garten München-Nymphenburg, directeur van de Botanische Staatssammlung en directeur van het herbarium van de universiteit.
Renner houdt zich naast haar leidinggevende functie bij de botanische tuin bezig met onderzoek naar de systematiek, biogeografie en evolutie van bloemplanten, waarbij ze speciaal haar aandacht richt op de evolutie van bestuiving en seksuele systemen. Ze onderzoekt de evolutie van seksuele systemen bij bloemplanten in een moleculair-fylogenetische en ecologische samenhang. Ze onderzoekt onder meer de evolutionaire opmars van de bloemplanten met behulp van fossielen, moleculaire stambomen en moleculaire klokken. Seksuele systemen die ze onderzoekt zijn onder meer tweehuizigheid, protogynie, protandrie en verandering van sekse, met name in de familie Cucurbitaceae en de orde Cucurbitales. Daarnaast houdt ze zich bezig met biogeografisch onderzoek waarbij ze zich met name richt op de families Cucurbitaceae, Melastomataceae, Chloranthaceae, Araceae en families in de orde Laurales zoals Calycanthaceae, Atherospermataceae, Hernandiaceae, Lauraceae, Monimiaceae en Siparunaceae.
Renner is (mede)auteur van artikelen in wetenschappelijke tijdschriften als American Journal of Botany, Annals of the Missouri Botanical Garden, Nature en Novon. Ze participeert in de Flora Mesoamericana, een samenwerkingsproject dat is gericht op het in kaart brengen en beschrijven van de vaatplanten van Meso-Amerika. Ze is lid van de American Society of Plant Taxonomists, de Botanical Society of America en de Organization for Flora Neotropica.